# Liste der Bodendenkmäler in Kipfenberg
Auf dieser Seite sind die Bodendenkmäler in dem oberbayerischen Markt Kipfenberg zusammengestellt. Diese Tabelle ist eine Teilliste der Liste der Bodendenkmäler in Bayern. Grundlage ist die Bayerische Denkmalliste, die auf Basis des Bayerischen Denkmalschutzgesetzes vom 1. Oktober 1973 erstmals erstellt wurde und seither durch das Bayerische Landesamt für Denkmalpflege geführt wird. Die folgenden Angaben ersetzen nicht die rechtsverbindliche Auskunft der Denkmalschutzbehörde.

## Bodendenkmäler in Kipfenberg
| Lage                                   | Objekt | Akten-Nr.     | Bild           |
| -------------------------------------- | --- | ------------- | -------------- |
| Kipfenberg (Standort)                  | Teilstrecke des raetischen Limes. | D-1-7033-0001 |                |
| Kipfenberg (Standort)                  | Wachtposten WP 14/71 des raetischen Limes. | D-1-7033-0002 |                |
| Kipfenberg (Standort)                  | Wachtposten WP 14/72 des raetischen Limes. | D-1-7033-0003 |                |
| Kinding (Standort)                     | Teilstrecke des raetischen Limes. | D-1-7033-0004 |                |
| Kipfenberg (Standort)                  | Teilstrecke des raetischen Limes. | D-1-7033-0005 |                |
| Kipfenberg (Standort)                  | Wachtposten WP 14/68 des raetischen Limes. | D-1-7033-0006 |                |
| Kipfenberg (Standort)                  | Wachtposten WP 14/69 des raetischen Limes. | D-1-7033-0007 |                |
| Kipfenberg (Standort)                  | Wachtposten WP 14/70 des raetischen Limes. | D-1-7033-0008 |                |
| Walting (Standort)                     | Grabhügel vorgeschichtlicher Zeitstellung. | D-1-7033-0009 |                |
| Titting (Standort)                     | Grabhügel vorgeschichtlicher Zeitstellung. | D-1-7033-0010 |                |
| Kipfenberg (Standort)                  | Grabhügel vorgeschichtlicher Zeitstellung. | D-1-7033-0011 |                |
| Kipfenberg (Standort)                  | Grabhügel vorgeschichtlicher Zeitstellung. | D-1-7033-0012 |                |
| Kinding (Standort)                     | Grabhügel vorgeschichtlicher Zeitstellung. | D-1-7033-0060 |                |
| Kipfenberg (Standort)                  | Mittelalterliche und frühneuzeitliche Befunde im Bereich der Kath. Filialkirche St. Leonhard in Hirnstetten.                                                                                               | D-1-7033-0086 |                |
| Kipfenberg (Standort)                  | Gräber des frühen Mittelalters. | D-1-7033-0087 |                |
| Kipfenberg (Standort)                  | Mittelalterliche und frühneuzeitliche Befunde im Bereich der Marktsiedlung von Kipfenberg. | D-1-7034-0021 |                |
| Kipfenberg (Standort)                  | Grabhügel vorgeschichtlicher Zeitstellung. | D-1-7034-0022 |                |
| Kipfenberg (Standort)                  | Teilstrecke des raetischen Limes. | D-1-7034-0026 |                |
| Kipfenberg (Standort)                  | Wachtposten WP 14/77 des raetischen Limes. | D-1-7034-0027 | weitere Bilder |
| am Pfahlbuck bei Kipfenberg (Standort) | Wachtposten WP 14/78 des raetischen Limes sowie Befestigung vor- und frühgeschichtlicher Zeitstellung. | D-1-7034-0028 | weitere Bilder |
| Kipfenberg (Standort)                  | Wachtposten WP 15/1 des raetischen Limes. | D-1-7034-0029 |                |
| Kipfenberg (Standort)                  | Wachtposten WP 15/3 des raetischen Limes. | D-1-7034-0031 |                |
| Kipfenberg (Standort)                  | Wachtposten WP 15/4 des raetischen Limes. | D-1-7034-0032 |                |
| Kipfenberg (Standort)                  | Wachtposten WP 15/5 des raetischen Limes. | D-1-7034-0033 |                |
| Kipfenberg (Standort)                  | Wachtposten WP 15/6 des raetischen Limes. | D-1-7034-0034 |                |
| Kipfenberg (Standort)                  | Teilstrecke des raetischen Limes. | D-1-7034-0035 |                |
| Kipfenberg (Standort)                  | Wachtposten WP 14/76 des raetischen Limes. | D-1-7034-0036 |                |
| Kipfenberg (Standort)                  | Teilstrecke des raetischen Limes. | D-1-7034-0037 |                |
| Kipfenberg (Standort)                  | Freilandstation des Mesolithikums, Siedlung der Bronzezeit und des Mittelalters, Grabhügel der Hallstattzeit.                                                                                              | D-1-7034-0039 |                |
| Kipfenberg (Standort)                  | Verhüttungsplatz der späten Hallstatt- und frühen Latènezeit. | D-1-7034-0040 |                |
| Kipfenberg (Standort)                  | Grabhügel vorgeschichtlicher Zeitstellung. | D-1-7034-0041 |                |
| Kipfenberg (Standort)                  | Grabhügel vorgeschichtlicher Zeitstellung. | D-1-7034-0042 |                |
| Kipfenberg (Standort)                  | Siedlung vor- und frühgeschichtlicher Zeitstellung. | D-1-7034-0044 |                |
| Kipfenberg (Standort)                  | Mittelalterliche und frühneuzeitliche Befunde im Bereich der Burg Kipfenberg. | D-1-7034-0046 |                |
| Kipfenberg (Standort)                  | Grabenwerk vor- und frühgeschichtlicher Zeitstellung. | D-1-7034-0047 |                |
| Kipfenberg (Standort)                  | Abschnittsbefestigung und Siedlung der Bronze-, Urnenfelder-, Hallstatt- und Latènezeit, der römischen Kaiserzeit, der Völkerwanderungszeit und des Frühmittelalters, hoch- und spätmittelalterliche Burg. | D-1-7034-0048 |                |
| Kipfenberg (Standort)                  | Höhlenstation der frühen Bronzezeit, der Hallstattzeit und der römischen Kaiserzeit, Gräber vor- und frühgeschichtlicher Zeitstellung.                                                                     | D-1-7034-0051 |                |
| Kipfenberg (Standort)                  | Abschnittsbefestigung vorgeschichtlicher Zeitstellung. | D-1-7034-0052 |                |
| Kipfenberg (Standort)                  | Arndthöhle mit Funden der Urnenfelder- und Hallstattzeit sowie des Hoch- und Spätmittelalters. | D-1-7034-0054 |                |
| Kipfenberg (Standort)                  | Abschnittsbefestigung vorgeschichtlicher Zeitstellung, Siedlung der frühen Bronzezeit. | D-1-7034-0055 |                |
| Kipfenberg (Standort)                  | Grabhügel vorgeschichtlicher Zeitstellung. | D-1-7034-0056 |                |
| Kipfenberg (Standort)                  | Grabhügel vorgeschichtlicher Zeitstellung. | D-1-7034-0059 |                |
| Kipfenberg (Standort)                  | Mittelalterliche und frühneuzeitliche Befunde im Bereich der Kath. Filialkirche St. Johann Baptist. | D-1-7034-0061 |                |
| Kipfenberg (Standort)                  | Siedlung vor- und frühgeschichtlicher Zeitstellung. | D-1-7034-0069 |                |
| Kipfenberg (Standort)                  | Siedlung der späten Bronzezeit und der Völkerwanderungszeit. | D-1-7034-0071 |                |
| Kipfenberg (Standort)                  | Siedlung vor- und frühgeschichtlicher Zeitstellung. | D-1-7034-0073 |                |
| Kipfenberg (Standort)                  | Siedlung vor- und frühgeschichtlicher Zeitstellung. | D-1-7034-0074 |                |
| Kipfenberg (Standort)                  | Viereckiges Grabenwerk vor- und frühgeschichtlicher Zeitstellung. | D-1-7034-0078 |                |
| Kipfenberg (Standort)                  | Siedlung vor- und frühgeschichtlicher Zeitstellung. | D-1-7034-0079 |                |
| Kipfenberg (Standort)                  | Grabhügel der Hallstattzeit. | D-1-7034-0080 |                |
| Kipfenberg (Standort)                  | Mittelalterliche und frühneuzeitliche Befunde im Bereich der Kath. Pfarrkirche St. Martin in Grösdorf. | D-1-7034-0081 |                |
| Kipfenberg (Standort)                  | Grabhügel vorgeschichtlicher Zeitstellung. | D-1-7034-0083 |                |
| Kipfenberg (Standort)                  | Siedlung vor- und frühgeschichtlicher Zeitstellung. | D-1-7034-0090 |                |
| Kipfenberg (Standort)                  | Siedlung der Urnenfelder- und Hallstattzeit. | D-1-7034-0092 |                |
| Kipfenberg (Standort)                  | Siedlung vorgeschichtlicher Zeitstellung. | D-1-7034-0093 |                |
| Kipfenberg (Standort)                  | Wachtposten WP 14/73 des raetischen Limes. | D-1-7034-0094 |                |
| Kipfenberg (Standort)                  | Wachtposten WP 14/74 des raetischen Limes. | D-1-7034-0095 |                |
| Kipfenberg (Standort)                  | Wachtposten WP 14/75 des raetischen Limes. | D-1-7034-0096 |                |
| Kipfenberg (Standort)                  | Siedlung der Hallstattzeit. | D-1-7034-0098 |                |
| Kipfenberg (Standort)                  | Siedlung der römischen Kaiserzeit. | D-1-7034-0099 |                |
| Kipfenberg (Standort)                  | Siedlung der frühen Bronzezeit und der römischen Kaiserzeit, Siedlung und Eisenverhüttung der späten Latènezeit, Brandgräber der Spätbronze- und Urnenfelderzeit.                                          | D-1-7034-0100 |                |
| Kipfenberg (Standort)                  | Siedlung vor- und frühgeschichtlicher Zeitstellung. | D-1-7034-0108 |                |
| Kipfenberg (Standort)                  | Siedlung vor- und frühgeschichtlicher Zeitstellung. | D-1-7034-0109 |                |
| Kipfenberg (Standort)                  | Grabhügel vorgeschichtlicher Zeitstellung. | D-1-7034-0113 |                |
| Kipfenberg (Standort)                  | Grabhügel vorgeschichtlicher Zeitstellung. | D-1-7034-0114 |                |
| Kipfenberg (Standort)                  | Grabhügel vorgeschichtlicher Zeitstellung. | D-1-7034-0115 |                |
| Kipfenberg (Standort)                  | Siedlung vor- und frühgeschichtlicher Zeitstellung. | D-1-7034-0116 |                |
| Kinding (Standort)                     | Burgstall des hohen und späten Mittelalters. | D-1-7034-0120 |                |
| Kipfenberg (Standort)                  | Mittelalterlicher Burgstall. | D-1-7034-0153 |                |
| Kipfenberg (Standort)                  | Frühneuzeitliche Befunde im Bereich der Kath. Filialkirche St. Martin in Dunsdorf. | D-1-7034-0170 |                |
| Kipfenberg (Standort)                  | Mittelalterliche und frühneuzeitliche Befunde im Bereich der Kath. Filialkirche St. Clemens in Krut. | D-1-7034-0172 |                |
| Kipfenberg (Standort)                  | Mittelalterliche und frühneuzeitliche Befunde im Bereich der Kath. Filial- und Wallfahrtskirche Hl. Kreuz.                                                                                                 | D-1-7034-0174 |                |
| Kipfenberg (Standort)                  | Mittelalterliche Burg. | D-1-7034-0179 |                |
| Kipfenberg (Standort)                  | Mittelalterliche und frühneuzeitliche Befunde im Bereich der Kath. Filialkirche St. Sebastian in Arnsberg.                                                                                                 | D-1-7034-0180 |                |
| Kipfenberg (Standort)                  | Mittelalterliche und frühneuzeitliche Befunde im Bereich der Kath. Pfarrkirche Mariä Himmelfahrt in Kipfenberg.                                                                                            | D-1-7034-0182 |                |
| Kipfenberg (Standort)                  | Mittelalterliche und frühneuzeitliche Befunde im Bereich der Kath. Kirche St. Georg in Kipfenberg. | D-1-7034-0183 |                |
| Kipfenberg (Standort)                  | Mittelalterliche und frühneuzeitliche Befunde im Bereich der Kath. Pfarrkirche Mariä Heimsuchung in Irlahüll.                                                                                              | D-1-7034-0189 |                |
| Kipfenberg (Standort)                  | Mittelalterliche und frühneuzeitliche Befunde im Bereich der Kath. Pfarrkirche St. Johann Baptist in Pfahldorf.                                                                                            | D-1-7034-0194 |                |
| Kipfenberg (Standort)                  | Grabhügel vorgeschichtlicher Zeitstellung. | D-1-7034-0197 |                |
| Kinding (Standort)                     | Siedlung vor- und frühgeschichtlicher Zeitstellung, Gräber der Bronze- und Hallstattzeit. | D-1-7034-0198 |                |
| Kipfenberg (Standort)                  | Kastell, Vicus und Brandgräberfeld der römischen Kaiserzeit. | D-1-7034-0199 |                |
| Kipfenberg (Standort)                  | Brand- und Körpergräber der Hallstattzeit. | D-1-7034-0200 |                |
| Kipfenberg (Standort)                  | Siedlung vor- und frühgeschichtlicher Zeitstellung. | D-1-7034-0201 |                |
| Kipfenberg (Standort)                  | Wachtposten WP 15/2 des raetischen Limes. | D-1-7034-0221 |                |
| Kipfenberg (Standort)                  | Siedlung der Hallstattzeit und des frühen Mittelalters$ mittelalterliche und frühneuzeitliche Befunde im Bereich der Kath. Kapelle St. Salvator in Grösdorf und ihrer Vorgängerbauten.                     | D-1-7034-0222 |                |
| Kipfenberg (Standort)                  | Mittelalterliche und frühneuzeitliche Marktbefestigung von Kipfenberg. | D-1-7034-0223 |                |
| Kipfenberg (Standort)                  | Mittelalterliche und frühneuzeitliche Befunde in den Vorortbereichen des Marktes Kipfenberg. | D-1-7034-0224 |                |
| Kipfenberg (Standort)                  | Siedlung des Mittelalters und der frühen Neuzeit. | D-1-7034-0226 |                |
| Kipfenberg (Standort)                  | Siedlung der Vorgeschichte. | D-1-7034-0230 |                |
| Kipfenberg (Standort)                  | Siedlung der Urnenfelderzeit. | D-1-7034-0231 |                |
| Kipfenberg (Standort)                  | Villa rustica der römischen Kaiserzeit. | D-1-7034-0235 |                |
| Kipfenberg (Standort)                  | Abschnittsbefestigung vorgeschichtlicher Zeitstellung. | D-1-7134-0095 |                |
| Kipfenberg (Standort)                  | Grabhügel vorgeschichtlicher Zeitstellung. | D-1-7134-0097 |                |
| Kipfenberg (Standort)                  | Viereckschanze der jüngeren Latènezeit. | D-1-7134-0098 |                |
| Kipfenberg (Standort)                  | Viereckschanze der jüngeren Latènezeit. | D-1-7134-0099 |                |
| Kipfenberg (Standort)                  | Viereckschanze der jüngeren Latènezeit. | D-1-7134-0103 |                |
| Kipfenberg (Standort)                  | Siedlung vor- und frühgeschichtlicher Zeitstellung. | D-1-7134-0104 |                |
| Kipfenberg (Standort)                  | Siedlung vorgeschichtlicher Zeitstellung. | D-1-7134-0105 |                |
| Kipfenberg (Standort)                  | Siedlung vorgeschichtlicher Zeitstellung. | D-1-7134-0106 |                |
| Kipfenberg (Standort)                  | Siedlung vorgeschichtlicher Zeitstellung. | D-1-7134-0107 |                |
| Kipfenberg (Standort)                  | Siedlung vorgeschichtlicher Zeitstellung. | D-1-7134-0108 |                |
| Kipfenberg (Standort)                  | Siedlung vorgeschichtlicher Zeitstellung. | D-1-7134-0109 |                |
| Kipfenberg (Standort)                  | Siedlung vorgeschichtlicher Zeitstellung. | D-1-7134-0110 |                |
| Kipfenberg (Standort)                  | Siedlung vorgeschichtlicher Zeitstellung. | D-1-7134-0111 |                |
| Kipfenberg (Standort)                  | Mittelalterliche und frühneuzeitliche Befunde im Bereich der Kath. Pfarrkirche St. Laurentius in Schelldorf.                                                                                               | D-1-7134-0165 |                |
| Kipfenberg (Standort)                  | Mittelalterliche und frühneuzeitliche Befunde im Bereich der Kath. Filialkirche St. Andreas in Biberg mit aufgelassenem Friedhof.                                                                          | D-1-7134-0167 |                |